# Шевчук, Юрий Степанович
Ю́рий Степа́нович Шевчу́к (укр. Юрій Степанович Шевчук; род. 6 мая 1985, Новоград-Волынский, Житомирская область) — украинский футболист, вратарь.

## Биография
Первые тренеры — Руслан Скидан и Валерий Близниченко. В детско-юношеской футбольной лиге Украины выступал за «Полесье» (Житомир) и УФК (Львов). Профессиональную карьеру начал в клубе «Галичина-Карпаты», после играл за «Карпаты-2». Летом 2006 года перешёл в тернопольскую «Ниву».
В 2008 году перешёл в клуб «Львов», на правах свободного агента. В Премьер-лиге дебютировал 9 ноября 2008 года в матче против киевского «Динамо» (1:0). По итогам сезона 2008/09 «Львов» покинул высший дивизион, а Шевчук провёл всего 2 матча в вышке и 9 матчей в молодёжном первенстве. В сезоне 2009/10 выступал за фарм-клуб «Львова», «Львов-2» во Второй лиге Украины и сыграл в 4 матча, пропустил 9 мячей, в Кубке украинской лиги провёл 2 матча. За «Львов» всего провёл 8 матчей, в которых пропустил 9 мячей.
В 2011 году выступал за любительскую команду «Самбор» в чемпионате Львовской области. В 2012 году перешёл в другой клуб, «Рух» из города Винники. Вместе с командой стал чемпионом и обладателем Кубка Львовской области в 2012 году, а также стал победителем Мемориала Эрнеста Юста. В чемпионате Львовской области в 2012 году он сыграл в 17 матчах, в которых пропустил 16 мячей.